# Amad Diallo
Pour les articles homonymes, voir Diallo.
Amad Diallo, né le 11 juillet 2002 à Abidjan en Côte d'Ivoire, est un footballeur international ivoirien qui évolue au poste d'ailier droit à Manchester United. Il possède également la nationalité italienne depuis 2020.

## Biographie

### Débuts à l'Atalanta Bergame
Ayant passé son enfance en Côte d'Ivoire, Amad Diallo arrive en Italie vers l'âge de dix ans et commence le football avec les Gruppo Sportivo Boca Barco, en Italie, avant de rejoindre l'Atalanta Bergame en 2015, après s'être fait remarquer dans un tournoi en décembre 2014,. Avec la Primavera, il remporte notamment le championnat et la supercoupe d'Italie en 2019 face aux jeunes de l'ACF Fiorentina, se montrant décisif lors de cette rencontre en étant l'auteur de deux passes décisives (2-1 score final).
Le 27 octobre 2019, Diallo joue son premier match en professionnel à l'occasion d'une rencontre de Serie A face à l'Udinese Calcio. Il entre en jeu à la place de Josip Iličić et participe à la large victoire de son équipe en inscrivant également son premier but (7-1 score final). Avec cette réalisation, Diallo devient le premier joueur né en 2002 à inscrire un but dans l'élite du football italien,.
Connu à ses débuts sous le nom d'Amad Traoré, il change en juillet 2020 pour Amad Diallo,. Depuis fin 2020, il possède la double nationalité italo-ivoirienne.
En octobre 2020, Manchester United annonce l'arrivée de Diallo, qui rejoint officiellement le club au mois de janvier suivant. Le transfert est estimé à 25 millions d'euros, plus 15 de bonus.
Diallo joue son premier match de Ligue des champions le 1er décembre 2020 face au FC Midtjylland. Il entre en jeu à la place de Luis Muriel et les deux équipes font match nul (1-1) .

### Débuts mancuniens
Diallo rejoint officiellement Manchester United le 7 janvier 2021. Il a un contrat jusqu'en 2025, avec une option d'un an supplémentaire. L'indemnité de transfert est estimée à 40 millions d'euros.
Diallo joue dans un premier temps avec les moins de 23 ans en Premier League 2 avec lesquels il brille, marquant trois buts lors de ses deux premiers matchs. Le jeune attaquant dispute son premier match avec l'équipe première le 18 février 2021 en remplaçant Mason Greenwood contre la Real Sociedad en Ligue Europa. Le 11 mars, Diallo inscrit son premier but mancunien face à l'AC Milan en huitième de finale aller de Ligue Europa. Entré en jeu à la place d'Anthony Martial à la mi-temps, il ouvre le score de la tête sur un long ballon de Bruno Fernandes. Les deux équipes se neutralisent ce jour-là (1-1). Manchester atteint la finale de la compétition et s'incline aux tirs au but contre le Villarreal CF, Diallo restant sur le banc lors de la rencontre. En championnat, le club termine vice-champion, derrière son voisin et rival de Manchester City. Peu utilisé par Ole Gunnar Solskjær, l'Ivoirien dispute un total de huit matchs pour un but inscrit.
Au début de la saison 2021-2022, Diallo est barré par une blessure à la cuisse qui l'empêche de rejoindre en prêt le Feyenoord Rotterdam. Disponible à la fin du mois d'octobre 2021, il joue deux matchs de Premier League 2 avec les moins de 23 ans du club et marque deux buts. Solskjær puis Ralf Rangnick ne le convoquent qu'à quatre reprises en équipe première et Diallo dispute son premier match en étant titularisé lors du dernier match de poule de Ligue des champions face aux Young Boys le 8 décembre 2021.

### Prêts au Rangers FC puis au Sunderland AFC
En manque de temps de jeu, Diallo est prêté au Rangers FC jusqu'à la fin de saison le 27 janvier 2022. Porteur du numéro neuf, Diallo est titularisé deux jours plus tard par Giovanni van Bronckhorst contre Ross County en Scottish Premier League et ouvre le score après cinq minutes de jeu lors d'un match nul (3-3).
Le 31 août 2022, Amad Diallo est de nouveau prêté, cette fois-ci au Sunderland AFC pour une saison. Amad Diallo fait ses débuts avec Sunderland le 5 septembre 2022, lors d'une rencontre de championnat contre le Middlesbrough FC. Il entre en jeu à la place de Patrick Roberts et son équipe s'incline par un but à zéro. Diallo inscrit son premier but pour Sunderland le 22 octobre 2022, lors d'une rencontre de championnat face au Burnley FC. Titulaire, il ouvre le score mais ne peut empêcher la défaite de son équipe (2-4 score final),. Il est élu meilleur jeune joueur du mois de décembre 2022 en Championship, avec notamment trois buts en cinq matchs durant cette période. Diallo réalise un doublé le 7 avril 2023, lors d'une rencontre de championnat face à Hull City. Il est titularisé mais les deux équipes se neutralisent malgré ses deux buts (4-4 score final)

### Retour à Manchester United
Diallo se blesse à un genou en août 2023, compromettant toute possibilité d’un nouveau prêt et le contraignant à manquer une grande partie de la première moitié de la saison. Le 17 mars 2024, à la toute fin de la prolongation, Diallo inscrit le but décisif permettant à Manchester United d'éliminer Liverpool FC en quart de finale de la FA Cup (4-3). Il célèbre son but en retirant son maillot, ce qui lui vaut un carton jaune, son deuxième du match, engendrant dès lors son expulsion,.
À la suite du licenciement d'Erik ten Hag, Diallo obtient davantage de temps de jeu, d'abord durant l'intérime assuré par Ruud van Nistelrooy, puis sous la direction du nouvel entraîneur Rúben Amorim. Le 7 novembre 2024, lors de l'avant-dernier match de van Nistelrooy à la tête de Manchester United, Amad Diallo inscrit son premier doublé pour le club lors d'une victoire 2-0 contre le PAOK Salonique en Europa League. Le 15 décembre suivant, débutant en tant que titulaire lors du derby face aux rivaux locaux et champions en titre de Manchester City, Diallo est un des éléments clés ce jour-là. En effet, il obtient notamment dans un premier temps un penalty en fin de rencontre, transformé par Bruno Fernandes pour égaliser à un partout, puis il est l'auteur du but de la victoire dans les dernières minutes de la partie, permettant aux Red Devils de l'emporter sur le score de 2-1.
En janvier 2025, alors qu'il est en fin de contrat au mercato estival de 2025, il prolonge son contrat avec les Red Devils jusqu'en 2030.
Le 16 janvier 2025, Amad Diallo est auteur du premier triplé de sa carrière en l'espace de 12 minutes contre Southampton FC, permettant à Manchester United de revenir au score en seconde période et de remporter la partie sur le score final de 3-1.

### En sélection nationale
En mars 2021, Diallo est retenu par Patrice Beaumelle, le sélectionneur de l'équipe nationale de Côte d'Ivoire. Diallo honore sa première sélection le 26 mars 2021 contre le Niger lors des éliminatoires de la CAN 2021. Il entre en jeu à la place de Nicolas Pépé et son équipe s'impose par trois buts à zéro.
Le 5 juin 2021, il inscrit son premier but en sélection sur un coup franc lors des dernières minutes d'un match amical face au Burkina Faso et donne la victoire aux siens sur le score de 2-1.
Diallo est retenu avec l'équipe de Côte d'Ivoire olympique pour participer aux Jeux olympiques 2020, qui ont lieu à l'été 2021. Il se fait remarquer dès le premier match en délivrant une passe décisive pour Franck Kessié contre l'Arabie saoudite. Son équipe s'impose par deux buts à un ce jour-là.

## Statistiques

### En club
| Saison                | Club                  | Championnat           | Championnat | Championnat | Championnat | Coupe(s) nationale(s) | Coupe(s) nationale(s) | Coupe(s) nationale(s) | Supercoupe | Supercoupe | Supercoupe | Compétition(s) continentale(s) | Compétition(s) continentale(s) | Compétition(s) continentale(s) | Compétition(s) continentale(s) | Play-offs | Play-offs | Play-offs | Total | Total | Total |
| Saison                | Club                  | Division              | M.          | B.          | P.d.        | M.                    | B.                    | P.d.                  | M.         | B.         | P.d.       | Comp.                          | M.                             | B.                             | P.d.                           | M.        | B.        | P.d.      | M.    | B.    | P.d.  |
| 2019-2020             | Atalanta Bergame      | Serie A               | 3           | 1           | 0           | 0                     | 0                     | 0                     | -          | -          | -          | C1                             | 0                              | 0                              | 0                              | -         | -         | -         | 3     | 1     | 0     |
| 2020-2021             | Atalanta Bergame      | Serie A               | 1           | 0           | 0           | -                     | -                     | -                     | -          | -          | -          | C1                             | 1                              | 0                              | 0                              | -         | -         | -         | 2     | 0     | 0     |
| Sous-total            | Sous-total            | Sous-total            | 4           | 1           | 0           | 0                     | 0                     | 0                     | -          | -          | -          | -                              | 1                              | 0                              | 0                              | -         | -         | -         | 5     | 1     | 0     |
| 2020-2021             | Manchester United     | Premier League        | 3           | 0           | 1           | 1                     | 0                     | 0                     | -          | -          | -          | C3                             | 4                              | 1                              | 0                              | -         | -         | -         | 8     | 1     | 1     |
| 2021-2022             | Manchester United     | Premier League        | 0           | 0           | 0           | 0                     | 0                     | 0                     | -          | -          | -          | C1                             | 1                              | 0                              | 0                              | -         | -         | -         | 1     | 0     | 0     |
| 2023-2024             | Manchester United     | Premier League        | 9           | 1           | 1           | 3                     | 1                     | 0                     | -          | -          | -          | C1                             | 0                              | 0                              | 0                              | -         | -         | -         | 12    | 2     | 1     |
| 2024-2025             | Manchester United     | Premier League        | 26          | 8           | 6           | 5                     | 1                     | 1                     | 1          | 0          | 0          | C3                             | 11                             | 2                              | 1                              | -         | -         | -         | 43    | 11    | 8     |
| 2025-2026             | Manchester United     | Premier League        | 1           | 0           | 0           | -                     | -                     | -                     | -          | -          | -          | -                              | -                              | -                              | -                              | -         | -         | -         | 1     | 0     | 0     |
| Sous-total            | Sous-total            | Sous-total            | 39          | 9           | 7           | 9                     | 2                     | 1                     | 1          | 0          | 0          | -                              | 16                             | 3                              | 1                              | -         | -         | -         | 65    | 14    | 9     |
| 2021-2022             | Rangers FC (prêt)     | Scottish Premiership  | 10          | 3           | 0           | 3                     | 0                     | 1                     | -          | -          | -          | C3                             | 0                              | 0                              | 0                              | -         | -         | -         | 13    | 3     | 1     |
| 2022-2023             | Sunderland AFC (prêt) | Championship          | 37          | 13          | 3           | 3                     | 0                     | 1                     | -          | -          | -          | -                              | -                              | -                              | -                              | 2         | 1         | 0         | 42    | 14    | 4     |
| Total sur la carrière | Total sur la carrière | Total sur la carrière | 80          | 20          | 8           | 15                    | 2                     | 2                     | 1          | 0          | 0          | -                              | 17                             | 3                              | 1                              | 2         | 1         | 0         | 115   | 26    | 11    |

### En équipe nationale
| Saison                | Sélection             | Phases finales        | Phases finales | Phases finales | Phases finales | Éliminatoires | Éliminatoires | Éliminatoires | Éliminatoires | Amicaux | Amicaux | Amicaux | Total | Total | Total |
| Saison                | Sélection             | Comp.                 | M.             | B.             | P.d.           | Comp.         | M.            | B.            | P.d.          | M.      | B.      | P.d.    | M.    | B.    | P.d.  |
| --------------------- | --------------------- | --------------------- | -------------- | -------------- | -------------- | ------------- | ------------- | ------------- | ------------- | ------- | ------- | ------- | ----- | ----- | ----- |
| 2021                  | Côte d'Ivoire         | -                     | -              | -              | -              | CAN 2021      | 1             | 0             | 0             | 2       | 1       | 0       | 3     | 1     | 0     |
| 2021                  | Côte d'Ivoire         | -                     | -              | -              | -              | CdM 2022      | -             | -             | -             | 2       | 1       | 0       | 3     | 1     | 0     |
| 2022                  | Côte d'Ivoire         | Coupe d'Afrique 2021  | -              | -              | -              | CAN 2023      | -             | -             | -             | -       | -       | -       | 0     | 0     | 0     |
| 2022                  | Côte d'Ivoire         | Coupe du monde 2022   | -              | -              | -              | CAN 2023      | -             | -             | -             | -       | -       | -       | 0     | 0     | 0     |
| 2023                  | Côte d'Ivoire         | -                     | -              | -              | -              | CAN 2023      | 1             | 0             | 0             | -       | -       | -       | 1     | 0     | 0     |
| 2024                  | Côte d'Ivoire         | Coupe d'Afrique 2023  | -              | -              | -              | CAN 2025      | 2             | 0             | 0             | -       | -       | -       | 2     | 0     | 0     |
| Total sur la carrière | Total sur la carrière | Total sur la carrière | 0              | 0              | 0              | -             | 4             | 0             | 0             | 2       | 1       | 0       | 6     | 1     | 0     |

Matchs internationaux

Le tableau suivant liste les rencontres de l'équipe de Côte d'Ivoire dans lesquelles Amad Diallo a été sélectionné depuis le 26 mars 2021 jusqu'à présent :

#### Buts internationaux
| Buts internationaux d'Amad Diallo | Buts internationaux d'Amad Diallo | Buts internationaux d'Amad Diallo | Buts internationaux d'Amad Diallo | Buts internationaux d'Amad Diallo | Buts internationaux d'Amad Diallo | Buts internationaux d'Amad Diallo | Buts internationaux d'Amad Diallo | Buts internationaux d'Amad Diallo |
| 0                                 | Date                              | Lieu                              | Compétition                       | Résultat                          | Adversaire                        | Détail                            | Détail                            | Sél.                              |
| --------------------------------- | --------------------------------- | --------------------------------- | --------------------------------- | --------------------------------- | --------------------------------- | --------------------------------- | --------------------------------- | --------------------------------- |
| 1er                               | 5 juin 2021                       | Stade Alassane-Ouattara, Abidjan  | Match amical                      | 2 - 1                             | Burkina Faso                      | 90+7e                             | 2 - 1                             | 2e                                |

## Palmarès en club
| Manchester United (1) | Rangers FC (1) |
| --- | --- |
| - Premier League (0) : - Vice-Champion en 2021 - Coupe d'Angleterre (1) : - Vainqueur en 2024 - Community Shield (0) : - Finaliste en 2024 - Ligue Europa (0) : - Finaliste en 2021 | - Scottish Premiership (0) : - Vice-Champion en 2022 - Coupe d'Écosse (1) : - Vainqueur en 2022 - Ligue Europa (0) : - Finaliste en 2022 |

But beau but de la FA Cup en 2023-2024